# Істредд
Істредд (пол. Istredd) — персонаж літературного циклу «Відьмак» польського письменника Анджея Сапковського, чародій, коханець Йеннефер з Венгерберга.

## Біографія
У книгах Сапковського Істредд (справжнє ім'я Валь) — міський чарівник з Аедд Гінваеля. Довгий час він був коханцем Йенніфер, і остання вважала його видатним магом. Істредд спробував переконати Геральта відмовитися від Йенніфер, а зазнавши невдачі, викликав його на поєдинок. Напередодні дуелі він заявив внаслідок отриманого від чарівниці листа, що буде битися мечем, без застосування магії, і це виглядало як явно самогубний крок. Однак Геральт відмовився від бою і покинув Аедд Гінваель, порадивши Істредду повіситися на вожжах.
Сапковський зобразив Істредда як чоловіка років сорока з прямим, зі злегка посивілим волоссям до плечей.

## У серіалах
У польському телесеріалі «Відьмак» Істредда зіграв Броніслав Вроцлавський. В американсько-польському серіалі з тією ж назвою, перший сезон якого вийшов на екрани в грудні 2019 року, Істредда зіграв Ройс Пірресон. Цей вибір критикували через темний колір шкіри Пірресона, а також через його вік: 30 проти близько 40 у його персонажа. Істредд вперше з'являється у другому епізоді серіалу, «Чотири марки».